# Ефимов, Александр Алексеевич
Ефимов Александр Алексеевич (5 октября 1905, Санкт-Петербург — 3 декабря 1964, Кишинёв) — советский живописец и педагог, кандидат искусствоведения, член Ленинградского Союза художников.

## Биография
Ефимов Александр Алексеевич родился 5 октября 1905 года в Санкт-Петербурге. В 1928 поступил в ленинградский ВХУТЕИН. В 1932 окончил институт с присвоением звания художника живописи. В некоторых более ранних источниках указывается 1936 год в качестве даты окончания института, а также название дипломной работы: «Проводы рыбаков». Там же среди педагогов А. Ефимова называются И. Бродский и Д. Кардовский.
Участвовал в выставках с 1939 года, экспонируя свои работы вместе с произведениями ведущих мастеров изобразительного искусства Ленинграда. Работал в технике масляной живописи и акварели. Участник Великой Отечественной войны. Творчество А. Ефимова было преимущественно посвящено истории военно-морского флота. Работал в студии маринистов ВМФ с 1952 по 1962 год. Среди произведений, созданных художником, картины «Ленинградки» (1943), «Ленинградка» (1947), «Солдатская дружба» (1946), «В Шелонских лесах», «Зима» (обе 1950), «Моряки в боях за Будапешт» (1951, совместно с художником А. Трошичевым, в ЦВММ), «Участие моряков Онежской флотилии в освобождении Петрозаводска. 29 июня 1944 года» (1952, в ЦВММ), Сражение у острова Фидониси 3 июля 1788 года (1954, в ЦВММ), «Конец интервенции на Севере. 23 января 1919 года», «Северный флот» (совместно с Е. Ефимовой) (обе 1956, в ЦВММ), «Пасмурный день», «Клайпеда» (обе 1960), «На Каспии», «Рыбак», «На Севере» (все 1961) и другие.
В 1937—1938 преподавал в ленинградской СХШ, в 1944—1952 в ЛИЖСА имени И. Е. Репина. Кандидат искусствоведения (1946). Был женат на художнице Екатерине Матвеевне Ефимовой (1910—1996). Отец ленинградской художницы Ольги Александровны Ефимовой (1934—1994).
Скончался 3 декабря 1964 года в Кишинёве на 60-м году жизни.
Произведения А. А. Ефимова находятся в музеях и частных собраниях в России и за рубежом.